# لوئیسا گاباسا
لوئیسا گاباسا (اسپانیایی: Luisa Gavasa‎؛ زادهٔ ۸ آوریل ۱۹۵۱) بازیگر اهل اسپانیا است.
از فیلم‌ها یا مجموعه‌های تلویزیونی که وی در آن‌ها نقش داشته‌است، می‌توان به دختران تلفنچی، درخت خون، ماه سیاه و عروس اشاره نمود.